# Amrum fyr
Amrum fyr (tyska: Leuchtturm Amrum) är en tidigare bemannad fyr på den nordfrisiska ön Amrum i tyska delen av Vadehavet. Den rödvita fyren står på en cirka 25 meter hög sanddyn på den södra delen av ön och är med sin lyshöjd på 63 meter den högsta i Nordfrisland.
Fyren, som invigdes 1 januari 1875, var den första som Tyskland lät bygga i området. Den var försedd med en fresnellins som drevs med ett urverk och en fotogenlampa. År 1936 ersattes  forogenlampan av en glödlampa som fick ström från ett dieseldrivet elverk, som byttes mot ett större två år senare. Fyren anslöts till elnätet efter andra världskriget. Den var bemannad till 1984 men fjärrstyrs nu från Tönning. Glödlampan byttes mot en metallhalogenlampa på 250 watt år 2009. 
Fyren kan besökas på sommaren. Från  utsiktsplattformen har man utsikt över Vadehavet, som är utsett till  världsarv av unesco, samt öarna Sylt och Föhr.